# Bornia
Bornia is onderdeel van een natuurgebied dat uit drie delen bestaat: Heidestein, Bornia en Noordhout, die respectievelijk van west naar oost gelegen zijn. Samen vormt dit een gebied van 642 ha, het grootste aaneengesloten gebied van het Utrechts Landschap waarvan Bornia met 289 ha de grootste is. Bornia ligt tussen Zeist, Austerlitz en Driebergen-Rijsenburg in de gemeente Utrechtse Heuvelrug. De A12 vormt de zuidelijke grens voor het natuurgebied. Bornia wordt voornamelijk bedekt door bossen en heide. Kenmerkend voor het gebied zijn de stuifzanden.

## Ontstaan
Bornia heeft haar naam te danken aan het landhuis dat hier in 1870 op de fundamenten van een 17e-eeuwse boerderij werd gebouwd. Het huis werd Bornia genoemd, hetgeen in het fries grensgebied betekent, een toepasselijke naam aangezien het gebied een deel van de grens vormt tussen gemeenten Zeist en Driebergen-Rijsenburg.
Het gebied Bornia maakte vroeger, samen met de natuurgebieden Heidestein en Noordhout, deel uit van het gebied ‘De Amersvoorder Bergen’. Op een topografische kaart van 1830-1850 is te zien dat het noorden van Bornia uit heide bestond en het zuiden meer bebost was. Verder waren er grote kale zandgronden te vinden.
Toen in 1873 de Utrechtse advocaat Uyterwerff Sterling eigenaar werd van Bornia begon de bebossing van de kale zandgronden. In 1908 werd Bornia verkocht aan de familie Thurkow-Dorrepaal, die het gebied uitbreidden met zo’n 500 ha. In deze periode werden er meerdere gebouwen geplaatst op het gebied. Zo was er een asperge -en varkensbedrijf, een tropische kas en een wintertuin. Verder werd er een smalspoorlijn aangelegd die een zandwinning verbond met een kalkzandsteenfabriek. Tegenwoordig zijn er van deze smalspoorlijn slechts restanten van vier perronnetjes overgebleven op Bornia.
In 1922 wordt het landgoed in drieën gesplitst, na het overlijden van het echtpaar Thurkow-Dorrepaal. Twee delen worden verkocht en het derde deel blijft in de familie, doordat dochter mevr. J.S. Clifford Kocq van Breugel-Thurkow het huis Bornia gaat bewonen. Zij koopt er 50 ha grond bij, waardoor het totale overgebleven oppervlakte van het landgoed Bornia 330 ha bedraagt. In 1925 wordt er op het landgoed een zwembad gegraven, een Chinese tempel aangelegd een uitkijktoren gebouwd en een pinetum aangelegd. Dit pinetum is tot de dag van vandaag nog aanwezig, maar deels vervallen en niet zeer soortenrijk.
In de Tweede Wereldoorlog zijn grote delen van het bos gerooid. Hierdoor bestond na de Tweede Wereldoorlog grote delen van Bornia weer uit zand en heide. Verder zijn ook de tropische kassen, de wintertuin en het huisarchief vernietigd.
In 1982 wordt een deel van het landgoed, ten noorden van de Arnhemse Bovenweg door de toenmalige eigenaars Jhr. W.F. Clifford Kocq van Breugel en zus Jkvr. W.G.L. Pippet-Clifford Kocq van Breugel aan het Utrechts Landschap gegeven. Dit gebied bedroeg 301 ha en is sindsdien open voor het publiek.

## Ecologie
Tegenwoordig is Bornia een gebied dat afwisselend uit bos en heide-en-stuiflandschap bestaat. Dit zijn eigenlijk twee verschillende systemen met een verschillende ecologie. Daarom wordt de ecologie opgedeeld in 'Bos-' en 'Heide-en-stuiflandschap'.

### Boslandschap

#### Flora
Het bos in Bornia is onder te verdelen in 3 typen bos.
- Kussentjesmos-dennenbos
- Begraasd kussentjesmos-dennebos
- Berken-eikenbos
  - Bochtige smele-variant
  - Blauwe bosbes-variant

Kussentjesmos-dennenbos
Dit type vegetatie is dominant in het centrale deel van Bornia. De boomlaag van dit type vegetatie bestaat uit de grove den, aangevuld met hier en daar een berk en een zomereik. De struiklaag wordt gevormd door de lijsterbes, vuilboom en de Amerikaanse vogelkers. In Bornia is de Amerikaanse vogelkers sterk afgenomen door een sterk begrazingsbeleid. Hierdoor kan er weer een natuurlijke inheemse struiklaag ontstaan. De kruidlaag wordt voornamelijk gedomineerd door bochtige smele, een grassoort die maximaal 70 cm hoog kan worden. Deze grassoort wordt afgewisseld met bladmossen, zoals klauwtjesmos en gaffeltandmos. De bedekking van de kruidlaag is tussen de 25% en 75%.
Begraasd kussentjesmos-dennenbos
Op deze locaties is de begrazingsdruk hoog. De boomlaag is hetzelfde als bij het kussentjesmos-dennenbos, maar de struik en kruidlaag zijn anders. Zo is de Amerikaanse vogelkers volledig verdwenen, maar ook de bochtige smele wordt sterk afgegrazen door de schapenpopulatie. In dit type vegetatie komt weer veel zandzegge voor. Dat de zandzegge het zo goed dit in Bornia is bijzonder, aangezien deze plantensoort op de Nederlandse Rode lijst van planten staat.
Voor de rest wordt dit type bos nog begroeid met struikhei en dophei. Deze groep planten komen allemaal van de plantenfamilie Ericaceae. Een plantenfamilie die het vaak goed op wat zuurdere grond. Het zou goed mogelijk zijn dat dit vegetatietype dus een wat zure ondergrond heeft.
Berken-eikenbos
Bochtige smele-variant
Zoals de naam al zegt bestaat de boomlaag van dit type bos voornamelijk uit berken en eiken. Het berken-eikenbos is een volgend successiestadium na het kussentjesmos-dennenbos. Om deze reden kan er ook nog grove den voorkomen. De struiklaag bestaat uit de lijsterbes, vuilboom en de Amerikaanse vogelkers. Wederom geldt dat de Amerikaanse vogelkers erg dominant kan zijn en andere soorten kan verdrijven. De kruidlaag is bijna volledig bedekt (75-100%) met bochtige smele, afgewisseld met dezelfde mossen als in het kussentjesmos-dennenbos. De bodem van deze vegetatie bestaat uit duinvaaggronden met een zwak ontwikkelde micropodzol. De strooisellaag die op de bodem ligt wordt vrij traag verteerd. Hierdoor ontstaat een bodem waarbij de humus laag boven op de minerale grond ligt er vrijwel niet vermengd. Dit wordt ook wel een ectorganisch humusprofiel genoemd.
Blauwe bosbes-variant
Dit type bos ontstaat als het gebied een houthakverleden heeft, en volgt ook de vorige variant wat betreft successiestadia op. Deze vegetatie wordt gekenmerkt door een dominantie van de zomereik, met een kruidlaag gedomineerd door de bosbes. Verder zijn er nog vossenbes en wat pilzegge in de kruidlaag, respectievelijk van de families Ericaceae en cyperaceae. Ook dit duidt weer op een ietwat zuurdere ondergrond.
Deze gebieden zijn ontstaan binnen een successieperiode van ongeveer 100 jaar. In Noordhout is er ook nog beuken-eikenbos, wat weer een volgend successiestadium is, Bornia heeft dit stadium echter nog niet bereikt. In Noordhout is ook al het begin van een volgend successiestadium begonnen, namelijk een bochtige smele-beukenbos. Verwacht wordt dat deze stadia ook ooit in Bornia bereikt zullen worden.

#### Fauna
De bossen van Bornia bevatten allereerst veel roofvogels. De volgende soorten zijn te vinden in Bornia:
- Wespendief
- Buizerd
- Havik
- Sperwer
- Boomvalk
- Bosuil
- Ransuil

Van de natuurgebieden Heidestein, Bornia en Noordhout bevat Bornia de meeste roofvogels. Bornia is ook een thuis voor diverse spechtensoorten, zoals de zwarte specht, groene specht, grote bonte specht en zelfs de kleine bonte specht.
Verder zijn in Bornia in de gebieden met loofhout, vooral in het centraal gelegen deel van Bornia, ook boomklevers te vinden. Voor de houtsnip is Bornia te droog; zij is alleen in Noordhout te vinden. Wel zijn de naaldhoutbewoners de kruisbek, zwarte mees, kuifmees, vuurgoudhaan en de goudvink er te vinden.
Wat betreft zoogdieren is er minder bekend over Bornia. Er is alleen onderzoek gedaan naar de boommarter, die in 2009 een nest met drie jongen had. Verder kan met zekerheid gezegd worden dat de volgende zoogdieren in de bossen van Bornia voorkomen:
- Ree
- konijn
- haas
- Aardmuis
- Veldmuis
- Bosmuis
- Rosse woelmuis
- Dwergspitsmuis
- Bosspitsmuis
- Mol
- Egel
- Eekhoorn

In 2005 werden de laatvliegers, gewone baardvleermuizen en ruige dwergvleermuizen waargenomen, maar recenter informatie hierover is niet beschikbaar.

### Heide- en stuiflandschap

#### Flora
De heidegebieden hebben diverse en een bijzondere aantal terrestrische korstmossen. De gebieden vallen dan ook binnen het landelijk meetnet korstmossen. Zo is er echt zandhaarmos (Polytrichum juniperinum) en een bisschopsmuts (Racomitrium canescens) aangetroffen. Beide staan op de Rode Lijst. Daarnaast is een groot aantal Cladonia’s gevonden, die tevens allemaal op de rode lijst staan. Als laatste is ook nog wrattig bekermos (Cladonia monomorpha) gevonden. Deze combinatie van korstmossen op heidegrond is nog niet eerder beschreven.
In zuid-oost Bornia zijn op een stuifzandje nog meer korstmossoorten gevonden, namelijk rode heidelucifer (Cladonia floerkeana en C. bacillaris), open en gebogen rendiermos, rood bekermos en varkenspootje, een zeer zeldzame soort.
Daarnaast zijn in de stuifzandje mycorrhiza paddenstoelen aanwezig. Ook van deze soorten staan er vier van op de Rode Lijst. Er heeft in de omgeving relatief weinig eutrofieëring plaatsgevonden, en er is een sterke daling geweest in de zwaveldepositie. Dit heeft een zeer belangrijke rol gespeeld in het herstel van deze mycorrhiza’s.

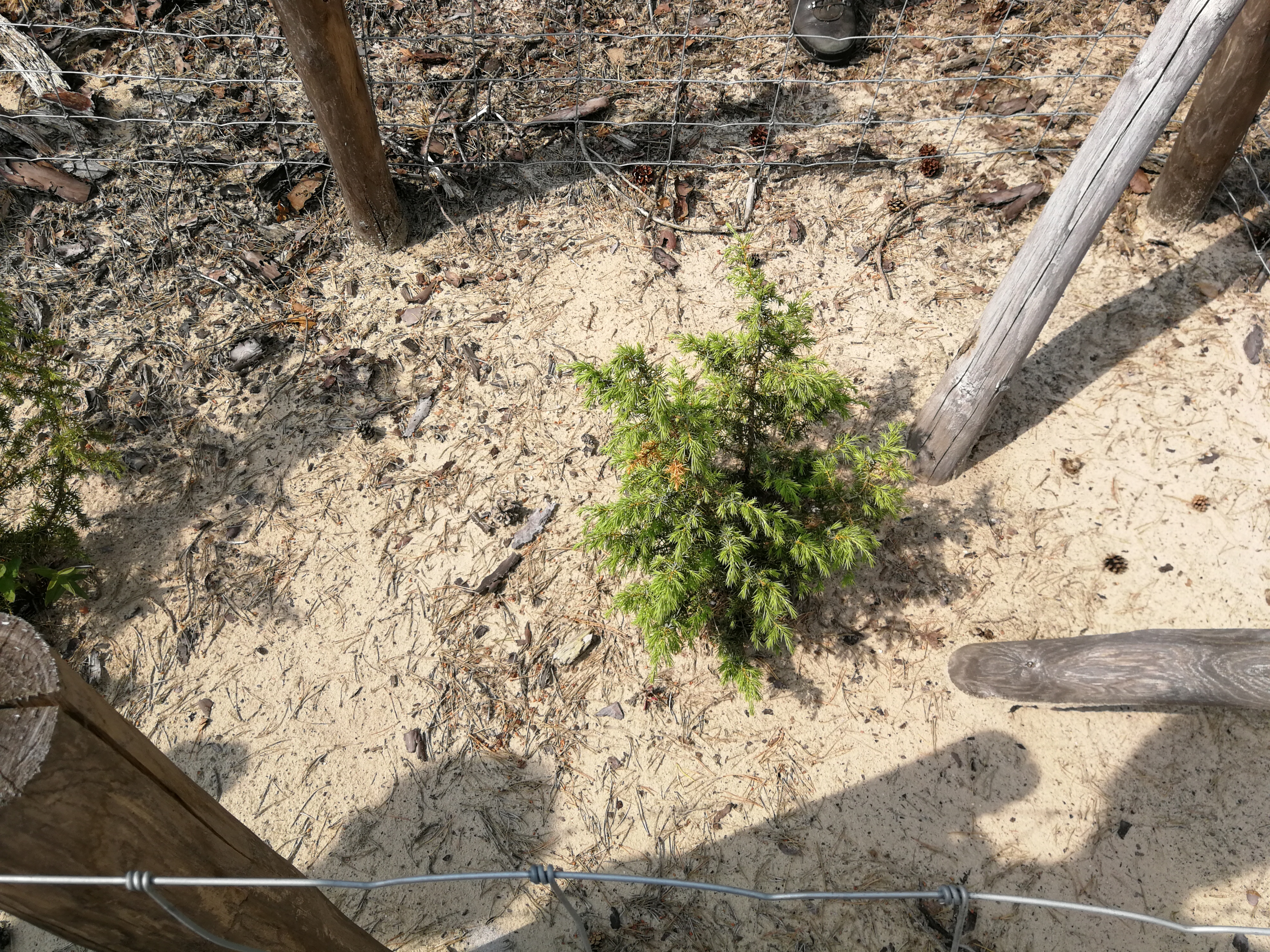
Jonge beschermde jeneverbes

De door de schapen begraasde gebieden vormen de "Heides van Bornia", waarin de vegetaties afwisselen van droge heide naar zandige vegetaties. De droge heiden bestaan voornamelijk uit struikhei en stekelbrem, en de open zandige vegetaties bestaan voornamelijk uit buntgras en heidespurrie. Daarnaast zijn op de heides weer diverse soorten van de Rode Lijst te vinden.
Naast deze planten komen nog diverse grassoorten voor.
Verder is het nog belangrijk te benoemen dat verspreid over Bornia diverse monumentale jeneverbessen te vinden zijn, en op de heides monumentale vliegdennen aanwezig zijn.

#### Fauna
De volgende vogels zijn te vinden op de heides en de overgang van heides naar bos in Bornia:
- Boomvalk
- Grauwe vliegenvanger
- Groene specht
- Kneu
- Ransuil
- Veldleeuwerik

Ook zijn er soorten te vinden die typisch zijn voor heide- en boomheidegebieden en die hier broeden, zoals: boompieper, boomleeuwerik, roodborsttapuit, gekraagde roodstaart, geelgors en grauwe vliegenvanger. De meeste van deze soorten hebben hun leefgebied op de overgang van bos naar heide.
Daarnaast is er een zeer grote populatie zandhagedissen aanwezig op de heiden. Ook komen hazelwormen voor, echter minder sterk vertegenwoordigd dan de zandhagedissen.
Op de heide en overgang van heide naar bos komen onder andere de volgende vlinders voor:
- Boomblauwtje
- Bruin zandoogje
- Eikenpage
- Kleine vuurvlinder
- Zwartsprietdikkopjes

Ook is er weer een soort van de Rode Lijst gevonden, namelijk de heivlinder, die in Nederland als "gevoelig" wordt beschouwd. Wat betreft insecten zijn er veel sprinkhaansoorten aangetroffen in Bornia, met name de veldsprinkhaan. Ook het zoemertje, die buiten de Veluwe zeer zeldzaam is, kan gevonden worden in Bornia. Naast sprinkhanen is er ook een aantal soorten bijen thuis in Bornia, waarvan zeer bijzonder, de hoeveelheid heidezandbijen. De heidezandbij staat op de Rode Lijst, maar bij een inventarisatie zijn in één dag 280 exemplaren geteld. Deze bij heeft zandige plekjes nodig bij heidestruiken voor haar nest. Deze plekjes zijn er genoeg in Bornia, vandaar dat ze ook zo veel voorkomen.

## Beleid

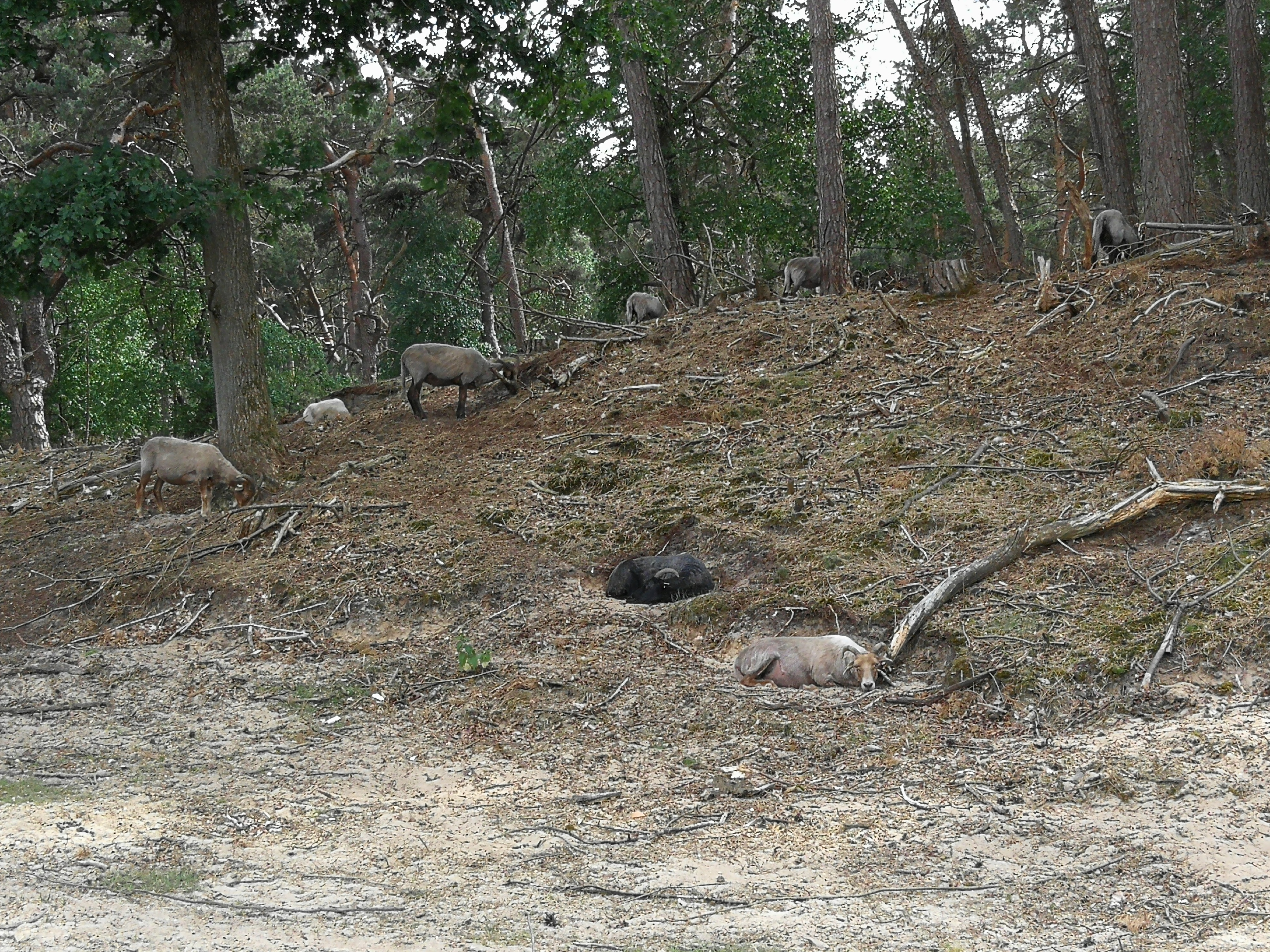
Schapen ter verhoging van begrazingsdruk

Bornia staat onder beheer van de stichting ‘het Utrechts landschap’ sinds 1982.
Het beleid van Bornia is gericht op het in stand houden en uitbreiden van de open ruimtes met vele zeldzame korstmossen, paddenstoelen en diersoorten. Dit wordt gedaan door het bos te kappen en de strooisellaag te verwijderen. Om vervolgens vergrassing tegen te gaan wordt er tijdelijk extra hoge begrazingsdruk uitgeoefend. Eigenlijk wordt er teruggegaan naar het vroegere potstalcultuur. Hierbij werd de strooisellaag met de mest van de schapen vermengd en gebruikt om de akkers te bemesten. Dit heeft als gevolg dat het gebied erg nutrient arm wordt, een belangrijk kenmerk van stuifzanden en heiden.
Bij het regulier onderhoud worden ook verdunningswerkzaamheden uitgevoerd. Daarbij worden, aldus het Utrechts Landschap, monumentale bomen en bomen met een hoge ecologische waarde ontzien.
Een groot obstakel in het behalen van de beoogde doelen, is de toenemende recreatie. Om deze bron van verstoring te minimaliseren zijn er rustgebieden ingesteld die ontoegankelijk zijn voor het publiek. De toenemende recreatieve druk is echter wel een groeiend probleem en een obstakel voor het bereiken van de ecologische doelstellingen.
Dit beleid is in 2010 opgesteld en er zijn al enkele grote stappen ondernomen. Door het kappen van veel bomen en het plaggen van de grond zijn er inderdaad stukken stuifzanden zonder bos ontstaan. Het laten liggen van dood hout heeft echter nog niet veel insecten, saprofytische paddenstoelen en holenbroeders aangetrokken, maar verwacht wordt dat dit in de toekomst nog zal gebeuren. De populatie schapen graast de stuifzanden effectief af, waardoor de stuifzanden niet overgroeid zijn en worden. Dit is zelfs zo effectief dat de begrazingsdruk eind 2018 waarschijnlijk nog omlaag gehaald zal worden.
Wat ook gunstig is voor het beheer is dat de nieuwe Wet Natuurbescherming die sinds 1 januari 2017 van kracht is heeft gezorgd voor een nieuw natuurbeleid bij de provincie Utrecht. In dit beleid staat dat bepaalde soorten landschap actief beschermd mogen worden, zo ook stuifzanden. Hierdoor is het veel makkelijker geworden om een ontheffing voor het omvormen van een stuk bos naar stuifzand te krijgen. Ook zijn de eerste stuifheuvels ontstaan met monumentale vliegdennen erop, wat een van de doelen waren die in 2010 opgesteld zijn.

## Noemenswaardige soorten
Onderstaande soorten zijn in Bornia gevonden. Ze zijn in Nederland zeldzaam of komen op Bornia voor in uitzonderlijk grote populaties.

### Flora
- zandzegge
- borstelgras
- bosdroogbloem
- dwergviltkruid
- grondster
- hondsviooltje
- klein warkruid
- kruipbrem
- stekelbrem

Schimmels
- varkenspootje
- gebogen rendiermos
- open heidestaartje
- vertakt bekermos
- slank stapelbekertje
- hamerblaadje
- ezelspootje
- hanekam of cantharel
- echte tolzwam
- witbruine ridderzwam
- gele ridderzwam

### Fauna
- zomertortel
- matkop
- grauwe vliegenvanger
- gekraagde roodstaart
- heivlinder
- zandhagedis
- Heidezandbij